# Álarcos álszajkó
Az álarcos álszajkó (Pterorhinus perspicillatus) a madarak osztályának verébalakúak (Passeriformes) rendjébe és a Leiothrichidae családjába tartozó faj.

## Rendszerezése
A fajt Johann Friedrich Gmelin német természettudós írta le 1789-ben, a Turdus nembe Turdus perspicillatus néven. Egyes szervezetek a Garrulax nembe sorolják Garrulax perspicillatus néven.

## Előfordulása
Délkelet-Ázsiában, Kína, Hongkong, Laosz, Makaó és Vietnám területén honos. Természetes élőhelyei a szubtrópusi vagy trópusi síkvidéki esőerdők, száraz cserjések, valamint szántóföldek és vidéki kertek. Állandó, nem vonuló faj.

## Megjelenése
Testhossza 28–31,5 centiméter, testtömege 100–132 gramm. Magyar nevét fekete arcfoltjáró kapta.
|  |

## Életmódja
Gerinctelenekkel, valamint magvakkal és gyümölcsökkel táplálkozik.

## Természetvédelmi helyzete
Az elterjedési területe rendkívül nagy, egyedszáma pedig stabil. A Természetvédelmi Világszövetség Vörös listáján nem fenyegetett fajként szerepel.